# Usnea mekista
Usnea mekista är en lavart som först beskrevs av Stirt., och fick sitt nu gällande namn av G. Awasthi. Usnea mekista ingår i släktet Usnea och familjen Parmeliaceae.   Inga underarter finns listade i Catalogue of Life.